# Adelanthaceae
Adelanthaceae es una familia de musgos hepáticas del orden Jungermanniales. Tiene los siguientes géneros:

## Taxonomía
Adelanthaceae fue descrita por Riclef Grolle y publicado en Journal of the Hattori Botanical Laboratory 35: 327. 1972.

## Géneros
- Adelocolia
- Calyptrocolea
- Pseudomarsupidium
- Wettsteinia